# Yann
Yann Le Pennetier (25 de maig de 1954, Marsella), conegut com Yann o de vegades Balac, és un guionista francès de còmics.

## Carrera professional
Yann es va fer famós a principis dels anys 80 gràcies a les seves sèries amb Didier Conrad publicades a Spirou (Les Hauts de page, Bob Marone i sobretot Les Innommables). Més endavant esdevé també guionista (Sambre, Freddy Lombard amb Yves Chaland, Yoyo amb Frank Le Gall) en diversos gèneres de còmics.
Està darrere de moltes sèries com Pin-Up, Odilon Verjus, Spoon et White, Le Grand Duc, Dent d'ours, Black Squaw, Double 7 i Atom Agency.
Yann col·labora en alguns clàssics com Le Marsupilami (7 àlbums), Lucky Luke (3 àlbums), Spirou et Fantasio (5 àlbums) i XIII Mystery (1 àlbum).
Va crear la sèrie spin-off de Sergi Grapes, anomenada Gastoon (2 volums) i després Louve (7 volums).
Des del 2018 és el guionista de la sèrie Thorgal.
Patrick Gaumer considera Yann «entre els principals guionistes contemporanis».

## Biografia

### Debut aSpirou(1975-1983)
Després d'estudiar arquitectura, més cinc anys d'estudis de comunicació visual i audiovisual a Marsella, Yann es va llançar al còmic. Primer fa de dibuxant, però aviat prefereix dedicar-se al guió per poder «tractar simultàniament múltiples universos».
El 1978 va conèixer Didier Conrad. Després d'haver-se unit a Spirou, el duet es va fer conegut per les seves publicacions com Les Innommables, de la qual s'en publiquen dos episodis entre 1980 i 1982. Creen diverses animacions per la revista, inclosa els «Hauts de page», una sèrie de gags situats a l'espai en blanc de la part superior de les pàgines, que, des de finals de 1980 fins a principis de 1982, critiquen el funcionament de la revista.
Aquestes publicacions contrasten amb el to general del setmanari. Yann es guanya així reputació com a prometedor escriptor de comèdia. «Renovador de còmics humorístics», forma part d'una generació de guionistes que qüestionen les generacions anteriors. Després de 1982, Yann i Conrad van començar a desaparèixer de Spirou, per decisió editorial.

### El període deCircus(1983-1989)
Després de Spirou, Yann es va incorporar a Circus el 1983. Publica les primeres històries llargues de Bob Marone, encara amb Conrad. Va començar col·laboracions amb Marc Hardy (La Patrouille des libellules i Lolo et Sucette entre 1984 i 1988), Frank Le Gall (Yoyo, 1985-1987), Yslaire (Sambre, 1985-1989), Denis Bodart (Célestin Speculoos, 1988) i Olivier Neuray (Nuit blanche, 1989). Paral·lelament, es va fer càrrec del guió de Freddy Lombard d'Yves Chaland en els tres darrers episodis (1986-1989).
Les seves col·laboracions amb Conrad i Hardy van confirmar la seva condició de guionista humorístic al qual li agradava sorprendre (La patrulla de la libèl·lula caricaturitza violentament tant jueus com nazis). Les seves altres col·laboracions li permeten mostrar noves facetes del seu talent. Yoyo s'acosta al somni i a l'absurd; Sambre és una èpica realista salpebrada de referències literàries i desproveïda de qualsevol humor; els seus Freddy Lombard, darrere d'un humor referencial de segon grau, estan construïts amb cura. Amb Nuit blanche, l'any 1989, Yann va llançar la seva primera sèrie realista «clàssica», sense més ambició que explicar una història.

### Diversificació
Al finalitzar la seva col·laboració amb Circus el 1987, Yann amplia les seves col·laboracions, buscant nous mitjans i editorials. La seva producció inclou sèries d'humor (Leonid et Sputnika, una sèrie de gags a Rússia per a la revista belga L'Instant, amb Philippe Bercovici, per l'editorial Marsu Productions (1990-1994); la sèrie Sales petits contes, d'humor corrosiu, algunes històries de la qual són prepublicats a Spirou i apareixen a la nova col·lecció Humour Libre de Dupuis; Basil et Victoria, amb Edith, publicat per Les Humanoïdes associés (4 volums del 1990 al 2006); Odilon Verjus, amb Laurent Verron, per l'editorial Le Lombard (1996-2006); Spoon &amp; White, una sèrie amb humor referenciat sobre Clint Eastwood, amb Simon Léturgie), sèries d'aventures més clàssica (Pin-Up, una sèrie glamurosa amb Philippe Berthet, per a Dargaud del 1994); Star Hunters, una sèrie a la recerca de meteorits publicada a Spirou amb Olivier Wozniak i reeditat en àlbums per Dupuis a la col·lecció Repérages (3 volums del 1991 al 2001); The Eternals, amb Félix Meynet, per Dargaud (6 àlbums del 2003 al 2010). Alguns títols estan prepublicats a la revista francesa Bodoï. Va abordar també westerns durs amb Colt Walker, amb Fabrice Lamy,  publicat inicialment per Dargaud, i més endavant Soleil Productions (1997-2001).
També reprèn el món del còmic franco-belga, col·laborant amb autors consolidats. Així, succeeix a Greg com a guionista de la sèrie derivada Le Marsupilami, per la qual dissenya les històries de set volums sota la direcció d'André Franquin i amb Batem en els dibuixos, publicats per Marsu Productions entre 1989 i 1994.
Amb Morris, va coescriure el guió del volum Le Klondike, una seqüela indirecta de Pied-Tendre, un clàssic de René Goscinny. Al mateix temps, va començar a crear i desenvolupar una sèrie derivada, Kid Lucky. Ell i el seu company Didier Conrad van utilitzar el pseudònim de "Pearce" per desenvolupar aquesta versió infantil de Lucky Luke, coescrita per Jean Léturgie. Després del segon àlbum Oklahoma Jim, que es va publicar l'any 1997 amb una recepció molt discreta, la sèrie es va suspendre.
El trio Yann/Conrad/Leturgie va crear llavors Cotton Kid, que va agafar diversos elements de Kid Lucky i va tenir sis volums publicats per l'editorial Vents d'Ouest, entre 1999 i 2003. Yann també se centra en la seva sèrie més adulta: Pin-Up publicat per Dargaud i Spoon &amp; White publicat per Dupuis. La primera va quedar paralitzada el 2005 amb un novè àlbum i s'acaba el 2011. La segona veu amenaçada el seu futur amb la fi de la col·lecció Humor Libre. Va ser recuperada per l'editorial Vents d'Ouest a partir del volum 5, publicat l'any 2003.
Les relacions amb Dupuis segueixen sent positives i li encarrega el guió de la tercera edició especial de Spirou de la col·lecció Une aventure de Spirou et Fantasio de..., amb Fabrice Tarrin al dibuix, que es va estrenar el 2007.
Va ser cridat per ajudar a Jean-David Morvan a escriure el volum 50 de la sèrie regular, publicada el 2008.
El 2009, va escriure la història per a la cinquena edició especial, dibuixada per Olivier Schwartz, Le Groom vert-de-gris. Aquest àlbum està ambientat a Brussel·les durant la Segona Guerra Mundial. El llançament va donar lloc a una polèmica a la premsa especialitzada.
El 2008, crea Le Grand Duc amb Romain Hugault, una trilogia aeronàutica de temàtica històrica, publicat per Paquet a la col·lecció Cockpit (2008-2010).
L'any 2009, també va signar la seva primera adaptació literària, el díptic Les Hauts de Hurlevent, amb Edith, publicat per Delcourt (2009-2010).

### Represes i ampliacions (década de 2010)
El 2010, va escriure el guió del volum 3 de la sèrie derivada XIII Misteri, dibuixat per Éric Henninot i Bérengère Marquebreucq per edicions Dargaud.
El 2011, va publicar un desè volum de Pin-Up, encara dibuixat per Philippe Berthet, i es va involucrar en una altra de les sèries històriques de Jean Van Hamme.
El 2011 es va publicar el primer volum de Gastoon, una nova sèrie centrada en el jove nebot de l'heroi a l'atur creat per Franquin, que Yann va escriure conjuntament amb Jean Léturgie, amb dibuixos de Simon Léturgie, publicat per Marsu Productions . Però a Yann li interessa més el món de Thorgal, un personatge creat per Van Hamme i dibuixat per Grzegorz Rosiński.
Primer se li va oferir escriure una sèrie derivada, titulada Louve, centrada en la filla menor de Thorgal. Va acceptar i va publicar un primer díptic entre 2011 i 2012, basat en un dibuix del rus Roman Surzhenko. Les edicions Le Lombard el van confirmar com a guionista de Louve, però també li van confiar una altra sèrie spin-off: La Jeunesse de Thorgal. El primer volum d'aquesta preqüela es va publicar a principis de 2013.
L'editorial Dupuis li ha permès a ell i a Olivier Schwartz de dissenyar dues aventures més a la col·lecció Une aventure de Spirou et Fantasio par..., per formar una trilogia. Es tracta dels volums 7, del 2014, i 11, publicat a principis del 2017.
El 2017, la sèrie Louve va concloure després de set volums. El mateix any, Yann va ser encarregat de la sèrie principal, Thorgal. El volum 36 s'havia d'anomenar Les Naufragés du Ciel segons un guió inicial de Xavier Dorison, però finalment va ser rebatejat simplement amb Aniel. Surt el 2018.
Del 2013 al 2018 va escriure la sèrie Dent d'ours en col·laboració amb Alain Henriet en el dibuix. Compost per sis volums, té lloc al final de la Segona Guerra Mundial. La sèrie tracta sobre l'aviació i l'espionatge. Segons Gil Roy d'Aerobuzz.fr, la sèrie està plena de girs i flashbacks. El primer àlbum de la sèrie, Max, va rebre el premi Saint-Michel al millor guió de l'any 2013. El gener de 2014, l'obra també va ser guardonada al Festival Internacional del Còmics d'Angulema amb el prix des collégiens.
Es manté en el camp de l'aviació i la guerra amb l'àlbum Double 7, un one-shot l'acció del qual aquesta vegada té lloc el 1936. El dibuix és d'André Juillard, el seu company de l'ara clàssic Mezek (2011), amb temes semblants. També té un altre retrobament, i llança una nova sèrie per Dupuis amb Olivier Schwartz al dibuix: Atom Agency, que ofereix un univers detectivesc ple de referències al còmic francobelga.
A principis del 2019 va llançar una nova sèrie, encara amb Dupuis: Avant. Es tracta d'un còmic d'aventures humorístic que li permet redescobrir el seu to acerbat dels anys noranta. L'acció transcorre a la prehistòria i se centra en una nena, la turbulent descendent d'un cap de tribu seductor i de bon humor. El disseny és proporcionat per un autor format en el registre de la fantasia heroica, Jérôme Lereculey.

## Temes principals dels guions de Yann
Yann és considerat com un guionista provocador, que no dubta a afrontar de cara realitats difícils, sense denunciar-les explícitament. Els seus «hauts de pages», que dibuixa amb el seu amic Didier Conrad des de finals de 1980 fins a principis de 1982 a Spirou, ataquen violentament algunes de les sèries insígnies de la casa (Yoko Tsuno, Papyrus i Génial Olivier).

## Obres publicades
Tret que s'indiqui el contrari, Yann només és el guionista dels còmics.

### En publicacions periòdiques

#### Spirou
- Carte blanche (guió i dibuix), cinc contes, 1974-1975
- Contes i històries breus diverses amb Didier Conrad (dibuix), 1979-1981
- Hauts de pages, amb Didier Conrad, 1979-1982
- Les innombrables, amb Didier Conrad (dibuix), 2 històries a seguir, 1980-1982
- Els Brigoleurs (text), il·lustrat per diversos dissenyadors, 1981
- Bob Marone (textos), amb Didier Conrad (il·lustració), dos contes, 1981
- Oncle Paul, amb diversos artistes, cinc contes, 1982-1985
- Les Chats se cachent pour mourir, amb Zep (dibuix), relat breu, 1998
- Chasseurs d'étoiles, amb Olivier Wozniak (dibuix), tres històries a seguir, 1999-2001
- Spoon & White, amb Jean Léturgie (guió) i Simon Léturgie (dibuix), Dupuis, 1999-2002, després Vents d'Ouest, 2003-2005
- Una aventura de Spirou i Fantasio de…, v. 3: Le Tombeau des Champignac, amb Tarrin (dibuix), 2007
- Spirou i Fantasio v. 50: Aux souces de Z, amb Jean-David Morvan (escenari) i José-Luis Munuera (dibuix), Dupuis, 2008
- Une aventure de Spirou et Fantasio par…, v. 5, 7 i 11: Le Groom vert-de-gris, La Femme Léopard i Le Maître des Hosties Noires, amb Olivier Schwartz (dibuix), 2009, 2014 i 2017
- Spirou dream team, amb Simon Léturgie (dibuix), 15 gags i contes, des del 2008

#### Circus
- Bob Marone, amb Didier Conrad (dibuix), dues històries a seguir, 1983-1985
- Diversos contes i històries amb diversos il·lustradors, 1984-1988
- La patruille des Libellulles, amb Marc Hardy (dibuix), quatre contes i tres seqüeles, 1984-1988
- Yoyo, amb Frank Le Gall, dues històries a seguir, 1985-1987
- Sambre, v. 1: Plus ne m'est rien, (sota el pseudònim de Balac), amb Yslaire, 1985-1986
- Lolo et Sucette, amb Marc Hardy (dibuix), dotze gags i contes, 1988
- Célestin Speculoos, amb Denis Bodart (dibuix), una història a seguir, 1988
- Nuit Blanche, vol. 1: Les spectres du Tsar, amb Olivier Neuray (dibuix), 1989

#### Altres
- Nicotine Goudron, amb Denis Bodart (dibuix), a L'Écho des savanes, 11 gags i contes, 1988-1991
- Bob Marone, amb Didier Conrad, a Fluide glacial, 7 gags i contes, 2003-2005

### En àlbums

#### Amb Didier Conrad
- Bob Marone
  - 1 Le Dinosaure blanc : À la recherche de Frank Veeres, Glénat, 1984
Guió: Yann - Dibuix: Conrad - Colors: Lucie
  - 2 Le Dinosaure blanc : L'Affrontement, Glénat, 1985
Guió: Yann - Dibuix: Conrad - Colors: Lucie
  - intégrale, Dargaud, 2010
Guió: Yann - Dibuix: Conrad - Colors: Lucie

- Les Innommables
  - 0 Matricule 000, Dargaud, 1996
Guió: Yann - Dibuix: Conrad - Colors: N&B - figure tête-bêche dans la réédition de l’album Aventure en jaune
  - 1 Aventure en jaune, Temps Futurs, 1983
Guió: Yann - Dibuix: i colors: Conrad
  - 2 Shukumeï, Bédéscope, 1987
Guió Yann - Dibuix: i colors: Conrad
  - 3 Le Crâne du Père Zé, Dargaud, 1994
Guió: Yann - Dibuix: Conrad - Colors: Béatrice Constant
  - 4 Ching Soao, Dargaud, 1995
Guió: Yann - Dibuix: Conrad - Colors: Béatrice Constant
  - 5 Au Lotus Pourpre, Dargaud, 1995
Guió: Yann - Dibuix: Conrad - Colors: Béatrice Constant
  - 6 Alix-Noni-Tengu, Dargaud, 1996
Guió: Yann - Dibuix: Conrad - Colors: Béatrice Constant
  - 7 Cloaques, Dargaud, 1997
Guió: Yann - Dibuix: Conrad - Colors: Béatrice Constant
  - 8 Poupée de bronze, Dargaud, 1998
Guió: Yann - Dibuix: Conrad - Colors: Béatrice Constant
  - 9 Pas-de-Mâchoire, Dargaud, 2000
Guió: Yann - Dibuix: Conrad - Colors: Béatrice Constant
  - 10 À l’est de Roswell, Dargaud, 2002
Guió: Yann - Dibuix: Conrad - Colors: Béatrice Constant
  - 11 Au nord de White Sands, Dargaud, 2003
Guió: Yann - Dibuix: Conrad - Colors: Cyril Liéron
  - 12 Au sud-ouest de Moscou, Dargaud, 2004
Guió: Yann - Dibuix: Conrad - Colors: Julien Loïs

- Tigresse Blanche
- Bébert le Cancrelat, Carton, 1984
Guió: Yann - Dibuix: Conrad - Colors: N&B
- Huit mois dans l’enfer des hauts de pages, Bidouille, 1981
Guió: Yann - Dibuix: Conrad - Colors: N&B

#### Sèries
| • Atom Agency |
| --- |
| 1. Les Bijoux de la Bégum. Yann, Olivier Schwartz, Hubert. Dupuis, 2018. 2. Petit Hanneton. Yann, Olivier Schwartz. Colors: Hubert, Isabelle Merlet i Bruno Tatti. Dupuis, 2020. |

| • Basil et Victoria |
| --- |
| 1. Sâti. Yann, Édith Grattery. Les Humanoïdes Associés, 1990 2. Jack. Yann, Édith. Les Humanoïdes Associés, 1992 3. Zanzibar. Yann, Édith. Les Humanoïdes Associés, 1995 4. Pearl. Yann, Édith. Les Humanoïdes Associés (collection « Les 3 masques »), 2006 5. Ravenstein. Yann, Édith. Les Humanoïdes Associés (collection « Les 3 masques »), 2007 |

| • Célestin Speculoos |
| --- |
| 1. Les Affreux. Yann, Denis Bodart, Myriam Willemot. Glénat (collection « Sale caractère »), 1989 2. Mai 68. Yann, Denis Bodart, Myriam Willemot. Glénat (collection « Sale caractère »), 1993 |

| • Chaminou                                                                    |
| ----------------------------------------------------------------------------- |
| 1. L'Affaire Carotassis. Yann, Denis Bodart, Cerise. [Marsu Productions, 1989 |

| • Chasseurs d'étoiles |
| --- |
| 1. Zoïa. Yann, Olivier Wozniak, Béatrice Monnoyer. Dupuis (collection «Repérages»), 1999 2. Une météorite dans le rétroviseur. Yann, Olivier Wozniak. Dupuis (collection «Repérages»), 2000 3. Impacts sur le green. Yann, Olivier Wozniak, Bruno Wesel. Dupuis (collection «Repérages»), 2001 |

| • Colt Walker |
| --- |
| 1. Gila. Yann, Fabrice Lamy, Topaze. Dargaud, 1997 2. Gila 2. Yann, Fabrice Lamy, Topaze. Soleil Productions ISBN 2-84565-131-7, 2001 |

| • Croqu’ la vie |
| --- |
| 1. Souriez, le petit oiseau va mourir. Yann, Marc Hardy, Cerise. Marsu Productions, 1992 2. 36.15 code squelette. Yann, Marc Hardy, Cerise. Marsu Productions, 1994 |

| • Dent d'ours |
| --- |
| 1. Max (Dent d'ours). Yann, Alain Henriet, Usagi. Dupuis (collection «Grand Public»), 2013 2. Hanna (Dent d'ours). Yann, Alain Henriet, Usagi. Dupuis (collection «Grand Public»), 2014 3. Werner (Dent d'ours). Yann, Alain Henriet, Usagi. Dupuis (collection «Grand Public»), 2016 4. Amerika bomber (Dent d'ours). Yann, Alain Henriet, Usagi. Dupuis (collection «Grand Public»), 2016 5. Eva (Dent d'ours). Yann, Alain Henriet, Usagi. Dupuis (collection «Grand Public»), 2017 6. Silbervogel (Dent d'ours). Yann, Alain Henriet, Usagi. Dupuis (collection «Grand Public»), 2018 |

| • Empire USA |
| --- |
| 1. Volum 1. Guió: Stephen Desberg i Yann. Dibuix: Enrico Marini, Henri Reculé, Griffo, Roberto Burgazzoli, Bertrand Denoulet, Maria Jesus Bautista. Dargaud, 2018 2. Volum 2. Guió: Stephen Desberg i Yann. Dibuix: Enrico Marini, Henri Reculé, Alain Mounier, Roberto Burgazzoli, Bertrand Denoulet, Maria Jesus Bautista. Dargaud, 2008 3. Volum 3. Guió: Stephen Desberg i Yann. Dibuix: Enrico Marini, Henri Reculé, Erik Juszezak, Roberto Burgazzoli, Bertrand Denoulet, Maria Jesus Bautista. Dargaud, 2008 4. Volum 4. Guió: Stephen Desberg i Yann. Dibuix: Enrico Marini, Henri Reculé, Griffo. Colors: Bertrand Denoulet. Dargaud, 2008 |

| • Les Éternels |
| --- |
| 1. Uma. Yann, Félix Meynet, Dominique. Dargaud, 2003 2. Mira. Yann, Félix Meynet, Dominique. Dargaud, 2004 3. Le Diamant d’Abraham. Yann, Félix Meynet, Dominique. Dargaud, 2005 4. Le Puits des ténèbres. Yann, Félix Meynet, Dominique. Dargaud, 2006 5. La Cire qui chante. Yann, Félix Meynet, Dominique. Dargaud, 2010 6. Le Cercueil de glace. Yann, Félix Meynet, Dominique. Dargaud, 2010 |

| • Les Exploits d’Odilon Verjus |
| --- |
| 1. Papous. Yann, Laurent Verron. Le Lombard 2. Pigalle. Yann, Laurent Verron. Le Lombard 3. Eskimo. Yann, Laurent Verron, Fourmi. Le Lombard 4. Adolf. Yann, Laurent Verron, Fourmi. Le Lombard 5. Breiz atao. Yann, Laurent Verron, Fourmi. Le Lombard (collection «Troisième degré») 6. Vade retro Hollywood !. Yann, Laurent Verron, Scarlett. Le Lombard (collection «Troisième degré») 7. Folies Zeppelin. Yann, Laurent Verron, Laurent Verron. Le Lombard (collection «Troisième degré») |

| • Les Exploits de Poison Ivy |
| --- |
| 1. Fleur de bayou. Yann, Philippe Berthet, David D. Dargaud, 2006 2. Tigresses volantes. Yann, Philippe Berthet, David D. Dargaud, 2007 3. Baraka à Bir Hakeim. Yann, Philippe Berthet, David D. Dargaud, 2008 |

| • Les Exploits de Yoyo |
| --- |
| 1. La Lune noire. Yann, Frank Le Gall. Glénat, 1986 2. Les Sirènes de Wall Street. Yann, Frank Le Gall. Glénat (collection «Sale caractère»), 1987 |

| • Freddy Lombard |
| --- |
| 1. La Comète de Carthage. Yann, Yves Chaland, Isabelle Beaumenay Joannet. Les Humanoïdes Associés (collection «Eldorado»), 1986 2. Vacances à Budapest. Yann, Yves Chaland, Isabelle Beaumenay Joannet. Les Humanoïdes Associés (collection «Eldorado»), 1988 3. F.52. Yann, Yves Chaland, Isabelle Beaumenay Joannet. Les Humanoïdes Associés (collection «Pied jaloux»), 1989 |

| • Gastoon                                                                              |
| -------------------------------------------------------------------------------------- |
| 1. Gaffe au neveu !. Yann, Jean Léturgie, Simon Léturgie, Gom. Marsu Productions, 2011 |

| • Le Grand Duc |
| --- |
| 1. Les Sorcières de la nuit. Yann, Romain Hugault. Éditions Paquet (collection «Cockpit»), 2008 2. Camarade Lilya. Yann, Romain Hugault. Éditions Paquet (collection «Cockpit»), 2009 3. Wulf & Lilya. Yann, Romain Hugault. Éditions Paquet (collection «Cockpit»), 2010 |

| • Les Hauts de Hurlevent, d'Emily Brontë |
| --- |
| 1. Volum 1. Yann, Édith Grattery. Delcourt (collection «Ex-Libris»), 2009 2. Volum 2. Yann, Édith Grattery. Delcourt (collection «Ex-Libris»), 2010 |

| • Ivanhoé |
| --- |
| 1. Le Grand Tournoi d’Ashby. Yann, Elias Sanchez. Delcourt (collection «Histoire & histoires»), 2009 2. L’Assaut de Torquilstone. Yann, Elias Sanchez. Delcourt (collection «Histoire & histoires»), 2010 |

| • Léonid et Spoutnika |
| --- |
| 1. Niet future !. Yann, Philippe Bercovici, Myriam Willemot. Marsu Productions, 1990 2. Papa, maman, Lénine et moi. Yann, Philippe Bercovici, Cerise. Marsu Productions, 1991 3. Pour une poignée de roubles. Yann, Philippe Bercovici, Cerise. Marsu Productions, 1992 4. Pour quelques kopecks de plus. Yann, Philippe Bercovici, Cerise. Marsu Productions, 1993 5. Américan graffitof. Yann, Philippe Bercovici, Cerise. Marsu Productions, 1994 |

| • Lolo et Sucette |
| --- |
| 1. Trottoirs brûlants. Yann, Marc Hardy, Myriam Willemot. Glénat (col. Sale caractère), 1989 2. Vénus vénales. Yann, Marc Hardy, Cerise. Dupuis (collection «Humour libre»), 1997 3. Tapinage artistique. Yann, Marc Hardy, Cerise. Dupuis (collection «Humour libre»), 1998 4. Coïts et Chuchotements. Yann, Marc Hardy, Cerise. Dupuis (collection «Humour libre»), 1999 5. Macadam cochonnes. Yann, Marc Hardy, Cerise. Dupuis (collection «Humour libre»), 2000 6. Au suivant !. Yann, Marc Hardy, Cerise. Dupuis (collection «Humour libre»), 2001 |

| • Lucky Luke                                                                               |
| ------------------------------------------------------------------------------------------ |
| 1. Le Klondike (34). Jean Léturgie, Yann, Morris. Studio Leonardo. Lucky Productions, 1996 |

| • Le Marsupilami |
| --- |
| 1. Mars le noir (3). Yann, Batem, Vittorio Léonardo. Marsu Productions, 1989 2. Le Pollen du Monte Urticando (4). Yann, Batem, Vittorio Léonardo. Marsu Productions, 1989 3. Baby Prinz (5). Yann, Batem, Cerise. Marsu Productions, 1990 4. Fordlandia (6) |

| • Les Mondes de Thorgal - Louve |
| --- |
| 1. Raïssa. Yann, Roman Surzhenko, Graza. Le Lombard, 2011 2. La Main coupée du dieu Tyr. Yann, Roman Surzhenko, Graza. Le Lombard, 2012 3. Le Royaume du chaos. Yann, Roman Surzhenko, Graza. Le Lombard, 2013 4. Crow. Yann, Roman Surzhenko. Le Lombard, 2014 5. Skald. Yann, Roman Surzhenko. Le Lombard, 2015 6. La Reine des Alfes noirs. Yann, Roman Surzhenko. Le Lombard, 2016 7. Nidhogg. Yann, Roman Surzhenko. Le Lombard, 2017 |

| • Les Mondes de Thorgal - La Jeunesse |
| --- |
| 1. Les Trois Sœurs Minkelsönn. Yann, Roman Surzhenko. Le Lombard, 2013 2. L'Œil d'Odin. Yann, Roman Surzhenko. Le Lombard, 2014 3. Runa. Yann, Roman Surzhenko. Le Lombard, 2015 4. Berserkers. Yann, Roman Surzhenko. Le Lombard, 2016 5. Slive. Yann, Roman Surzhenko. Le Lombard, 2017 6. Le Drakkar des glaces. Yann, Roman Surzhenko. Le Lombard, 2018 7. La Dent bleue. Yann, Roman Surzhenko. Le Lombard, 2019 8. Les Deux Bâtards. Yann, Roman Surzhenko. Le Lombard, 2020 9. Les Larmes de Hel. Yann, Roman Surzhenko. Le Lombard. ISBN 978-2-8036-7797-9, 2021 10. Sydönia. Yann, Roman Surzhenko. Le Lombard. ISBN 978-2-8082-0482-8, 2022 11. Grym. Yann, Roman Surzhenko. Le Lombard. ISBN 978-2-8082-1083-6, 2023 |

| • Narvalo |
| --- |
| 1. Mercenaires princiers. Yann, Erik Juszezak, Jean-Jacques Chagnaud. Dargaud, 2005 2. Mysteriosa Banks. Yann, Erik Juszezak, Fabien Alquier. Dargaud, 2010 |

| • Nicotine Goudron |
| --- |
| 1. Nicotine Goudron. Yann, Denis Bodart, Myriam Willemot. Éditions Albin Michel, 1990 2. L’Incurable Nicotine. Yann, Denis Bodart, Myriam Willemot. Éditions Albin Michel, 1992 |

| • Nuit blanche |
| --- |
| 1. Les Spectres du tsar. Yann, Olivier Neuray, Marianne Garnier. Glénat (col. Grafica), 1989 2. Le Rossignol de Koursk. Yann, Olivier Neuray. Glénat (col. Grafica), 1991 3. Agafia. Yann, Olivier Neuray, Caroline Dujardin. Glénat (col. Grafica), 1993 4. Vladivostok. Yann, Olivier Neuray, Caroline Dujardin. Glénat(col. Grafica), 1995 5. Shangaï. Yann, Olivier Neuray. Glénat (col. Grafica), 1997 |

| • O.A.S.                                                                  |
| ------------------------------------------------------------------------- |
| 1. Aïscha. Yann, Louis Joos, Myriam Willemot. Glénat (col. Grafica), 1990 |

| • La Patrouille des libellules |
| --- |
| 1. Le Chien des sisterciens. Yann, Marc Hardy. Glénat, 1985 2. Défaite éclair. Yann, Marc Hardy. Glénat (coll. Sale caractère), 1987 3. Requiem pour un Pimpf. Yann, Marc Hardy. Glénat (coll. Sale caractère), 1988 |

| • Le Pilote à l'Edelweiss |
| --- |
| 1. Valentine. Yann, Romain Hugault. Éditions Paquet (col. Cockpit), 2012 2. Sidonie. Yann, Romain Hugault. Éditions Paquet (col. Cockpit), 2012 3. Walburga. Yann, Romain Hugault. Éditions Paquet (col. Cockpit), 2013 |

| • Pin-up |
| --- |
| 1. Remember Pearl Harbor. Yann, Philippe Berthet, Topaze. Dargaud, 1994 2. Poison Ivy. Yann, Philippe Berthet, Topaze. Dargaud, 1995 3. Flying Dottie. Yann, Philippe Berthet, Topaze. Dargaud, 1995 4. Blackbird. Yann, Philippe Berthet, Topaze. Dargaud, 1998 5. Colonel Abel. Yann, Philippe Berthet, Topaze. Dargaud, 1999 6. Gladys. Yann, Philippe Berthet, Topaze. Dargaud, 2000 7. Las Vegas. Yann, Philippe Berthet, Bertrand Denoulet. Dargaud, 2001 8. Big Bunny. Yann, Philippe Berthet, Bertrand Denoulet. Dargaud, 2002 9. Venin. Yann, Philippe Berthet, David D. Dargaud, 2005 10. Le Dossier Alfred H.. Yann, Philippe Berthet, David D.Dargaud, 2011 |

| • Sales Petits Contes |
| --- |
| 1. Hans Christian Andersen. Yann, André Juillard, Pierre-Yves Gabrion, Claire Wendling, Thierry Robin, François Boucq, Denis Bodart i Clarke]]. Dupuis (col. Humour libre), 1997 2. Charles Perrault. Yann, Christian Rossi, Marc Michetz, Jean-Claude Denis, Zep, Philippe Dupuy, Charles Berberian, Hermann i Clarke. Dupuis (col. Humour libre), 1998 |

| • Sambre |
| --- |
| 1. Plus ne m'est rien. Balac, Yslaire. Glénat (collection «Caractère»), 1986 2. Je sais que tu viendras. Balac, Yslaire. Glénat (collection «Caractère»), 1990 |

| • Le Sang des Porphyre |
| --- |
| 1. Soizik. Balac, Joël Parnotte. Dargaud, 2006 2. Konan. Balac, Joël Parnotte. Dargaud, 2007 3. Gwémon. Balac, Joël Parnotte. Dargaud, 2009 4. Hermine |

| • Spirou et Fantasio |
| --- |
| 1. 50 Aux sources du Z. Jean-David Morvan, Yann, José Luis Munuera, Christian Lerolle. Dupuis, 2008 2. HS Cœurs d'acier. Balac, Yves Chaland. Champaka, 1990 |

| • Spoon & White |
| --- |
| 1. Requiem pour dingos. Yann, Simon Léturgie. Dupuis (col. Humour libre), 1999 2. À gore et à cris. Jean Léturgie, Yann, Simon Léturgie i Squad. Dupuis (col. Humour libre), 2000 3. Niaq micmac. Jean Léturgie, Yann, Simon Léturgie i Squad. Dupuis (col. Humour libre), 2001 4. Spoonfinger. Jean Léturgie, Yann, Simon Léturgie, Franck Isard. Berd'Ach et Squad. Dupuis (col. Humour libre), 2002 5. Funky Junky. Jean Léturgie, Yann, Simon Léturgie, Franck Isard, Julien Loïs. Vents d'Ouest, 2003 6. XXL. Jean Léturgie, Yann, Simon Léturgie, Julien Loïs. Vents d'Ouest, 2005 |

| • Tako |
| --- |
| 1. Tako. Yann, Marc Michetz. Glénat (col. Caractère), 1990 2. Ama. Yann, Marc Michetz. Glénat (col. Caractère), 1996 |

| • Thorgal |
| --- |
| 1. Aniel (36). Yann, Grzegorz Rosiński. Le Lombard, 2018 2. L'Ermite de Skellingar (37). Yann, Fred Vignaux, Gaétan Georges. Le Lombard, 2019 3. La Selkie (38). Yann, Fred Vignaux, Gaétan Georges. Le Lombard, 2020 4. Neokóra (39). Yann, Fred Vignaux, Gaétan Georges. Le Lombard, 2021 5. Tupilaks (40). Yann, Fred Vignaux, Gaétan Georges. Le Lombard, 2022 |

| • Théodore Poussin                                                       |
| ------------------------------------------------------------------------ |
| 1. Marie Vérité (3). Yann, Frank Le Gall, Dominique Thomas. Dupuis, 1988 |

| • Tiffany                                                                                               |
| --- |
| 1. Escrime et châtiment. Yann, Herval. Delcourt, 2006 2. Célestine T 1867. Yann, Herval. Delcourt, 2008 |

| • XIII Mystery                                                                  |
| ------------------------------------------------------------------------------- |
| 1. Little Jones (3). Yann, Éric Henninot, Bérengère Marquebreucq. Dargaud, 2010 |

| • Une aventure de Spirou et Fantasio par… |
| --- |
| 1. Le Tombeau des Champignac (3). Yann, Fabrice Tarrin, Yuko, Frédéric Neidhardt. Dupuis, 2007 2. Le Groom vert-de-gris (5). Yann, Olivier Schwartz, Laurence Croix. Dupuis, 2009 3. Spirou et la gorgone bleue (22). Yann, Dany. Dupuis, 2023 |

| • Yoni |
| --- |
| 1. DollyMorphing. Yann, Philippe Berthet, Christian Lerolle. Dupuis (collection «Empreinte(s)»), 2004 2. Bienvenue en zone TAZ. Yann, Philippe Berthet, Christian Lerolle. Dupuis (collection «Empreinte(s)»), 2004 |

## Recepció

### Premis i distincions
- 1981 -  Premi Saint-Michel a l'esperança per Huit mois dans l'enfer des hauts de pages (amb Didier Conrad)
- 1986 -  Grand Prix Saint-Michel per Plus ne m'est rien (Sambre, vol. 1), amb Yslaire
- 1989 -  Permi Alph-Art pel millor àlbum francès aper Théodore Poussin, v. 3: Marie Vérité, amb Frank Le Gall.[11]
- 1993 - Premi Alph-Art pel millor àlbum francès per Basil et Victoria v. 2: Jack (amb Edith).[11]
- 2013 -  Premi Saint-Michel al millor guió per Dent d'ours, v. 1: Max.[7]
- 2015 - Finalista del Premi de Còmic de la Fnac per Angel Wings - v. 1: Burma Banshees, amb Romain Hugault (dibuix, color).[12]
- 2018 - Premi Sproing a la millor historieta estrangera per Le Groom vert-de-gris (amb Olivier Schwartz)
- 2018 - Premi Polar al Festival de Cognac al millor àlbum a la categoria de sèrie per Les bijoux de la Bégum, amb Olivier Schwartz.